# Synagoga ve Strážově
Synagoga ve Strážově byla židovská modlitebna ve městě Strážov v okrese Klatovy. Vystavěna byla roku 1808, zbořena pak byla v roce 1954.

## Historie
První zmínka o strážovské synagoze existuje již v roce 1680, jednalo se o dřevěnou stavbu ve zdejším židovském ghettu sloužící pro členy židovské obce ve Strážově, a také nedalekých Běšinách a Čachrově, dohromady největší židovské obce na Klatovsku. Původní modlitebna byla před rokem 1808 stržena a na jejím místě byla roku 1808 vystavěna kamenná synagoga. 
Následkem tragických událostí druhé světové války a holokaustu pak došlo k razantnímu zmenšení zdejší židovské obce a synagoga již pak nikdy nebyla obnovena. K její demolici došlo roku 1954.
Z židovských památek ve městě se zachovala budova mikve.